# حقیقت چیست (ترانه)
حقیقت چیست (به انگلیسی: What Is Truth) یک تک‌آهنگ از خواننده موسیقی کانتری آمریکایی جانی کش است که در فوریه ۱۹۷۰ منتشر شد؛ و عموماً به عنوان آهنگی اعتراضی دیده می‌شود، آهنگی کمیاب در سبک کانتری زمان خود ، انتقادی ساده از جنگ ویتنام و به طور کلی از جنگ به علاوه دیدگاه کلیشه‌ای تعدادی هیپیهای لیبرال سیاسی که ان را تبدیل به یک تک‌آهنگ معروف موسیقی متقاطع کرد. آهنگ توانست به رتبه سوم در تک‌آهنگ‌های موسیقی داغ کانتری در بیلبورد برسد. همچنین رتبه ۱۹ در دوازدهمین دوره ۴۰ تک‌آهنگ برتر در جدول ۱۰۰ آهنگ داغ بیلبورد شد.